# بليحاء عربية
البليحاء العربية أو خزام عربي أو ريزيدة أو أذنيبان (باللاتينية: Reseda arabica) نوع نباتي من جنس البليحاء.

## الموئل والانتشار
موطنها بلاد الشام ووادي النيل والمغرب العربي.

## الوصف النباتي
نبات عشبي.